# Bagnell Ferry
Bagnell Ferry (korábban Bagnell) az Amerikai Egyesült Államok északnyugati részén, Oregon állam Curry megyéjében elhelyezkedő önkormányzat nélküli település.
Névadója William Bagnell kompüzemeltető. Az 1894 és 1895 között működő posta vezetője John R. Miller volt.

## Fordítás
- Ez a szócikk részben vagy egészben  a   Bagnell Ferry, Oregon című angol Wikipédia-szócikk ezen változatának fordításán alapul.  Az eredeti cikk szerkesztőit annak laptörténete sorolja fel. Ez a jelzés csupán a megfogalmazás eredetét és a szerzői jogokat jelzi, nem szolgál a cikkben szereplő információk forrásmegjelöléseként.